# Feliniopsis discisignata
Feliniopsis discisignata är en fjärilsart som beskrevs av Alfred Ernest Wileman och South 1920. Feliniopsis discisignata ingår i släktet Feliniopsis och familjen nattflyn. Inga underarter finns listade i Catalogue of Life.